# Len Wiseman
Len Wiseman, né le 4 mars 1973 à Fremont, en Californie, est un réalisateur, scénariste et producteur américain.

## Carrière

### Débuts et percée commerciale
Len Wiseman commence sa carrière à hollywood comme accessoiriste en effets spéciaux. Il travaille sur trois films de Roland Emmerich — Stargate, la porte des étoiles (1994), Independence Day (1996), Godzilla (1998) — et sur Men in Black (1997) de Barry Sonnenfeld. Il se lance ensuite dans la réalisation de spots publicitaires, notamment pour Sony, puis met en scène des clips musicaux pour Megadeth, En Vogue, Static-X ou Rupert Wainwright.
Au début des années 2000, son agent lui fait rencontrer le cascadeur Danny McBride, passionné lui aussi par les films de genre. Rejoints par l'acteur Kevin Grevioux, ils imaginent une histoire mêlant action intense et amour impossible dans un monde habité par des lycanthropes et des vampires. Leur agent présente un scénario écrit par McBride à Lakeshore Entertainment qui accepte de financer le film.
Intitulé Underworld (2003), il est réalisé par Wiseman qui demande à Patrick Tatopoulos, chef décorateur et spécialiste des effets spéciaux rencontré sur les films d'Emmerich, d'en concevoir les créatures. Le rôle principal de la vampire Selene est confié à Kate Beckinsale qui s'est fait mondialement connaître avec Pearl Harbor (2001) de Michael Bay. Durant le tournage, Beckinsale et Wiseman se fiancent. 
Underworld, mal reçu par la critique, est un succès commercial qui permet à Wiseman de s'atteler à un projet original produit par Antoine Fuqua : Black Chapter. Mais cette histoire d'agent de la CIA aux capacités surhumaines ne verra pas le jour. Wiseman met alors en scène Underworld 2 : Évolution (2006), d'après un scénario de McBride et des décors et effets spéciaux de Tatopoulos. Beckinsale y reprend le rôle de Selene et les résultats au box-office sont supérieurs à Underworld malgré des critiques catastrophiques.
Un nouveau chapitre est donc mis en chantier, pensé comme une préquelle. Mais Wiseman et Beckinsale ne participent qu'à la production. Underworld 3 : Le Soulèvement des Lycans (2009) est mis en scène par Tatopoulos, toujours d'après un scénario de McBride. Porté par une actrice moins connue, Rhona Mitra, il reçoit des critiques mitigées ou défavorables avec un box-office légèrement inférieur au premier film.

### Remakespour le cinéma et la télévision
Len Wiseman est de son côté engagé pour réaliser un nouveau volet des aventures de John McClane, douze ans après Une journée en enfer, réalisé par , John McTiernan. Le blockbuster s'intitule Die Hard 4 : Retour en enfer et le réalisateur reçoit, pour la première fois de sa carrière, un accueil critique, et public très favorable. 
Il n'enchaîne pas pour autant avec un autre projet cinématographique. En 2010, il met en scène et co-produit l'épisode pilote de la série télévisée Hawaii 5-0, remake de la série Hawaï police d'État. Il accepte de prolonger cette expérience dans la télévision sur des projets plus proches de son univers : d'abord en 2012 sur l'horrifique Sleepy Hollow, puis en 2015 sur la fantastique Lucifer.
Au cinéma, il tente de confirmer en (re)lanceur de franchises en signant en 2011 un remake du classique Total Recall, avec Colin Farrell et Kate Beckinsale. Mais le film rembourse à peine son budget et essuie des critiques désastreuses. Et en 2012, Wiseman se replie sur sa propre saga : il produit un quatrième opus d' Underworld, Underworld : Nouvelle Ère, marqué par le retour de Beckinsale, et qui parvient bien à remplir les salles, malgré des critiques toujours aussi négatives. Ce long-métrage marque le début d'une seconde trilogie.
Fin 2015, après avoir refusé de mettre en scène un cinquième opus de la saga Die Hard, Die Hard : Belle journée pour mourir, qui reçoit d'ailleurs des critiques catastrophiques, le réalisateur est annoncé sur un sixième opus. Intitulé Die Hard: Year One ; ce projet a la lourde tâche de recréer de l'intérêt après A Good Day to Die Hard, signé John Moore, et ayant échoué commercialement sur le territoire nord-américain. Mais le choix d'une préquelle est très décrié par le grand public, et accueilli avec circonspection par la presse en général. Après l'acquisition de 21st Century Fox par Disney, le projet est remis en cause puis officiellement annulé par Disney en août 2021.
Len Wiseman travaille ensuite pour la télévision en produisant plusieurs séries comme The Gifted, APB : Alerte d'urgence et Swamp Thing et en réalise souvent le pilote.
Il revient au cinéma avec le film d'action Ballerina, dérivé de la franchise John Wick. Ana de Armas y tient le rôle-titre.

## Vie privée
Len Wiseman a été marié à l'actrice britannique Kate Beckinsale qu'il a rencontrée lors du tournage d'Underworld en 2002. En 2015, ils annoncent leur divorce.

## Filmographie

### Réalisateur
Cinéma
- 2003 : Underworld
- 2006 : Underworld 2 : Évolution (Underworld: Evolution)
- 2007 : Die Hard 4 : Retour en enfer (Live Free or Die Hard)
- 2012 : Total Recall : Mémoires programmées (Total Recall)
- 2025 : Ballerina

Télévision
- 2010 : Hawaii 5-0 (Hawaii Five-O) (série TV) - saison 1, épisode 1
- 2013 : Sleepy Hollow (série TV) - saison 1, épisode 1
- 2016 : Lucifer (série TV) - saison 1, épisode 1
- 2017 : The Gifted (série TV) - 1 épisode
- 2017 : APB : Alerte d'urgence (APB) (série TV) - 1 épisode
- 2019 : Swamp Thing (série TV) - 2 épisodes

### Scénariste
- 2003 : Underworld (histoire)
- 2006 : Underworld 2 : Évolution (Underworld: Evolution) (histoire)
- 2009 : Underworld 3 : Le Soulèvement des Lycans (Underworld : Rise of the Lycans) de Patrick Tatopoulos (histoire et personnages)
- 2012 : Underworld : Nouvelle Ère (Underworld: Awakening) de Mans Marlind et Bjorn Stein (d'après ses personnages)

### Producteur
- 2006 : Underworld 2 : Évolution (Underworld: Evolution)
- 2009 : Underworld 3 : Le Soulèvement des Lycans (Underworld : Rise of the Lycans) de Patrick Tatopoulos
- 2010 : Hawaii 5-0 (série télévisée) - Saison 1, épisode 1
- 2013-2017 : Sleepy Hollow (série télévisée)
- 2012 : Underworld : Nouvelle Ère (Underworld: Awakening) de Måns Mårlind et Bjorn Stein
- 2016 : Underworld: Blood Wars d'Anna Foerster
- 2016-2018 : Lucifer (série TV)
- 2017 : The Gifted (série TV)
- 2017 : APB : Alerte d'urgence (APB) (série TV)
- 2019 : Swamp Thing (série TV)

### Assistant au département artistique
- 1994 : Stargate, la porte des étoiles (Stargate) de Roland Emmerich
- 1996 : Independence Day de Roland Emmerich
- 1997 : Men in Black de Barry Sonnenfeld
- 1998 : Godzilla de Roland Emmerich